# Seznam planetek
Tento seznam planetek obsahuje přehled seznamů planetek a trpasličích planet, kterým středisko Minor Planet Center (MPC) z pověření Mezinárodní astronomické unie (IAU) přidělilo definitivní katalogové číslo. Děje se tak na základě zjištění natolik přesných elementů dráhy, že je možno s vysokou spolehlivostí stanovit efemeridy tohoto tělesa do budoucnosti tak, aby mohlo být při dalším přiblížení do dosahu pozemských dalekohledů znovu objeveno.
Seznam obsahuje odkazy na katalogizované planetky ke dni 13. září 2006, kdy bylo zaregistrováno 136 563 objektů. Seznam je rozdělen do menších úseků, z nichž každý obsahuje 1 000 nebo 250 očíslovaných planetek. Dílčí seznamy kromě prostého výčtu těchto těles, jejich katalogových čísel, označení, obstahuje také základní údaje o dráze (velkou poloosu, excentricitu, sklon k rovině ekliptiky, dobu oběhu), zařazení planetky do příslušné skupiny či rodiny a údaje o okolnostech jejího objevu.
Aktuální seznamy planetek a dalších malých těles Sluneční soustavy lze nalézt na oficiálních stránkách MPC. Ke dni 17. 6. 2025 MPC registruje 811 552 katalogizovaných planetek z celkového počtu 1 450 925 objevených těles.

## Přehled seznamů

### 1 – 100 000
- 1–1000
- 1001–2000
- 2001–3000
- 3001–4000
- 4001–5000
- 5001–6000
- 6001–7000
- 7001–8000
- 8001–9000
- 9001–10000
- 10001–11000
- 11001–12000
- 12001–13000
- 13001–14000
- 14001–15000
- 15001–16000
- 16001–17000
- 17001–18000
- 18001–19000
- 19001–20000
- 20001–21000
- 21001–22000
- 22001–23000
- 23001–24000
- 24001–25000
- 25001–26000
- 26001–27000
- 27001–28000
- 28001–29000
- 29001–30000
- 30001–31000
- 31001–32000
- 32001–33000
- 33001–34000
- 34001–35000
- 35001–36000
- 36001–37000
- 37001–38000
- 38001–39000
- 39001–40000
- 40001–41000
- 41001–42000
- 42001–43000
- 43001–44000
- 44001–45000
- 45001–46000
- 46001–47000
- 47001–48000
- 48001–49000
- 49001–50000
- 50001–51000
- 51001–52000
- 52001–53000
- 53001–54000
- 54001–55000
- 55001–56000
- 56001–57000
- 57001–58000
- 58001–59000
- 59001–60000
- 60001–61000
- 61001–62000
- 62001–63000
- 63001–64000
- 64001–65000
- 65001–66000
- 66001–67000
- 67001–68000
- 68001–69000
- 69001–70000
- 70001–71000
- 71001–72000
- 72001–73000
- 73001–74000
- 74001–75000
- 75001–76000
- 76001–77000
- 77001–78000
- 78001–79000
- 79001–80000
- 80001–81000
- 81001–82000
- 82001–83000
- 83001–84000
- 84001–85000
- 85001–86000
- 86001–87000
- 87001–88000
- 88001–89000
- 89001–90000
- 90001–91000
- 91001–91250
- 91251–91500
- 91501–91750
- 91751–92000
- 92001–92250
- 92251–92500
- 92501–92750
- 92751–93000
- 93001–93250
- 93251–93500
- 93501–93750
- 93751–94000
- 94001–94250
- 94251–94500
- 94501–94750
- 94751–95000
- 95001–95250
- 95251–95500
- 95501–95750
- 95751–96000
- 96001–96250
- 96251–96500
- 96501–96750
- 96751–97000
- 97001–97250
- 97251–97500
- 97501–97750
- 97751–98000
- 98001–98250
- 98251–98500
- 98501–98750
- 98751–99000
- 99001–99250
- 99251–99500
- 99501–99750
- 99751–100000

### 100 000 – 200 000
- 100001–100250
- 100251–100500
- 100501–100750
- 100751–101000
- 101001–101250
- 101251–101500
- 101501–101750
- 101751–102000
- 102001–102250
- 102251–102500
- 102501–102750
- 102751–103000
- 103001–103250
- 103251–103500
- 103501–103750
- 103751–104000
- 104001–104250
- 104251–104500
- 104501–104750
- 104751–105000
- 105001–105250
- 105251–105500
- 105501–105750
- 105751–106000
- 106001–106250
- 106251–106500
- 106501–106750
- 106751–107000
- 107001–107250
- 107251–107500
- 107501–107750
- 107751–108000
- 108001–108250
- 108251–108500
- 108501–108750
- 108751–109000
- 109001–109250
- 109251–109500
- 109501–109750
- 109751–110000
- 110001–110250
- 110251–110500
- 110501–110750
- 110751–111000
- 111001–111250
- 111251–111500
- 111501–111750
- 111751–112000
- 112001–112250
- 112251–112500
- 112501–112750
- 112751–113000
- 113001–113250
- 113251–113500
- 113501–113750
- 113751–114000
- 114001–114250
- 114251–114500
- 114501–114750
- 114751–115000
- 115001–115250
- 115251–115500
- 115501–115750
- 115751–116000
- 116001–116250
- 116251–116500
- 116501–116750
- 116751–117000
- 117001–117250
- 117251–117500
- 117501–117750
- 117751–118000
- 118001–118250
- 118251–118500
- 118501–118750
- 118751–119000
- 119001–119250
- 119251–119500
- 119501–119750
- 119751–120000
- 120001–120250
- 120251–120500
- 120501–120750
- 120751–121000
- 121001–121250
- 121251–121500
- 121501–121750
- 121751–122000
- 122001–122250
- 122251–122500
- 122501–122750
- 122751–123000
- 123001–123250
- 123251–123500
- 123501–123750
- 123751–124000
- 124001–124250
- 124251–124500
- 124501–124750
- 124751–125000
- 125001–125250
- 125251–125500
- 125501–125750
- 125751–126000
- 126001–126250
- 126251–126500
- 126501–126750
- 126751–127000
- 127001–127250
- 127251–127500
- 127501–127750
- 127751–128000
- 128001–128250
- 128251–128500
- 128501–128750
- 128751–129000
- 129001–129250
- 129251–129500
- 129501–129750
- 129751–130000
- 130001–130250
- 130251–130500
- 130501–130750
- 130751–131000
- 131001–131250
- 131251–131500
- 131501–131750
- 131751–132000
- 132001–132250
- 132251–132500
- 132501–132750
- 132751–133000
- 133001–133250
- 133251–133500
- 133501–133750
- 133751–134000
- 134001–134250
- 134251–134500
- 134501–134750
- 134751–135000
- 135001–135250
- 135251–135500
- 135501–135750
- 135751–136000
- 136001–136250
- 136251–136500
- 136501–136563